# Hymenocallis speciosa
Hymenocallis speciosa là một loài thực vật có hoa trong họ Amaryllidaceae. Loài này được (L.f. ex Salisb.) Salisb. mô tả khoa học đầu tiên năm 1812.

## Hình ảnh

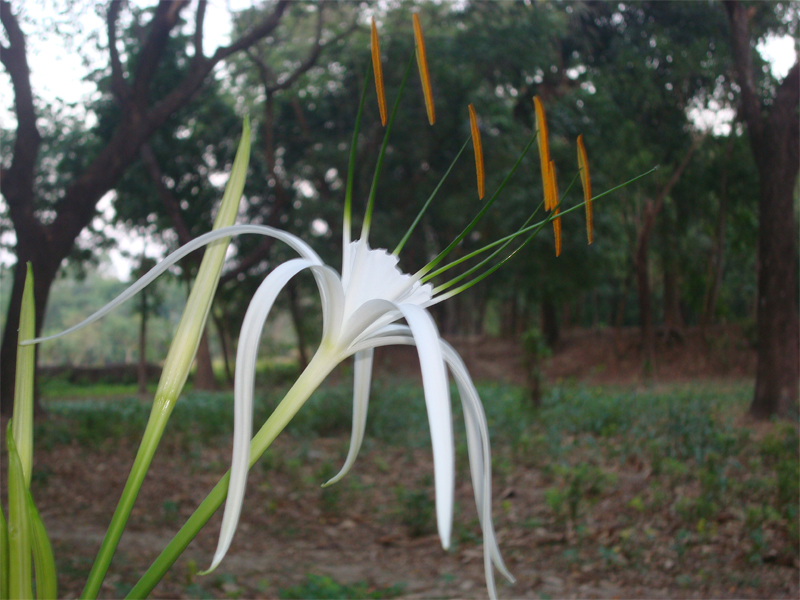
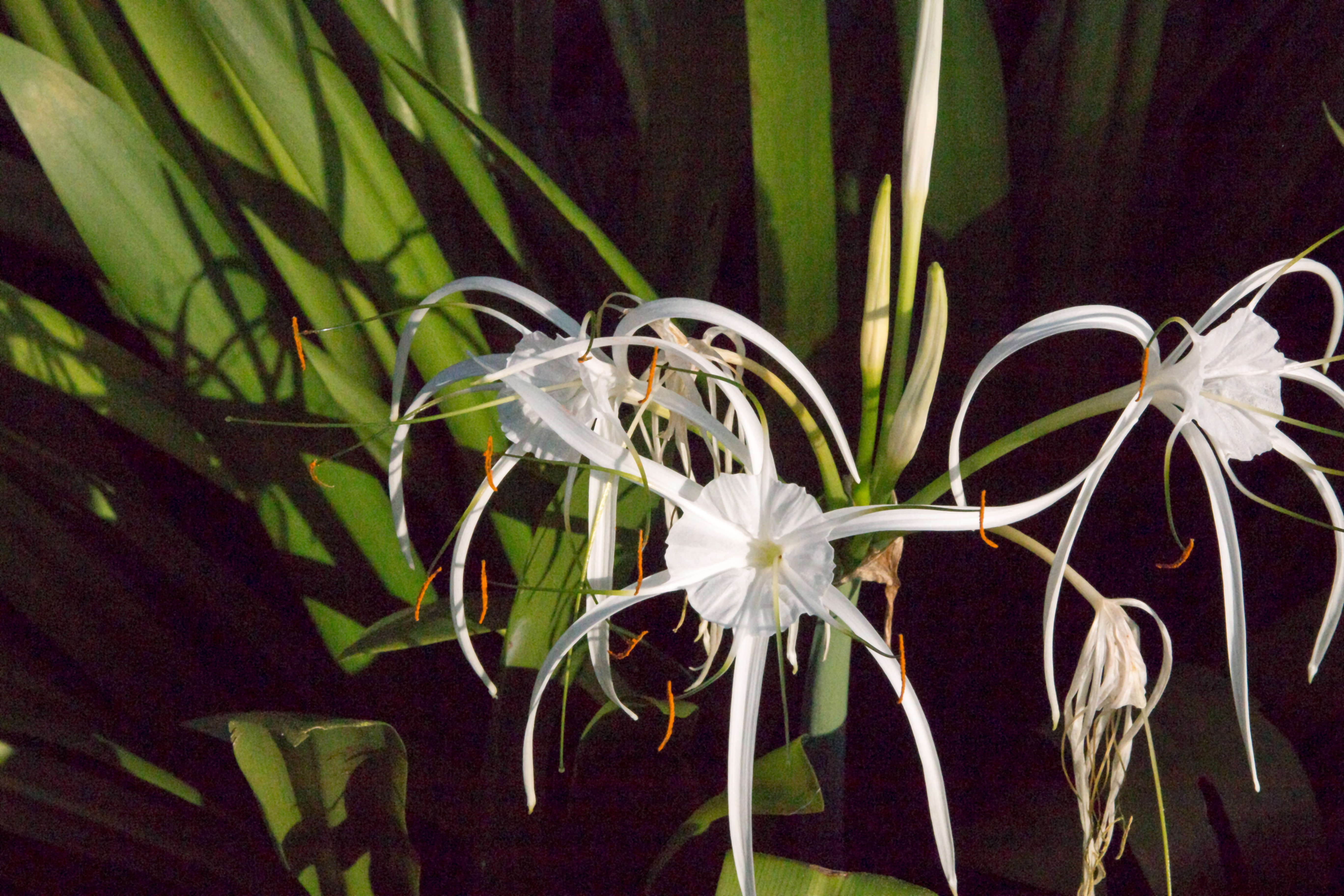
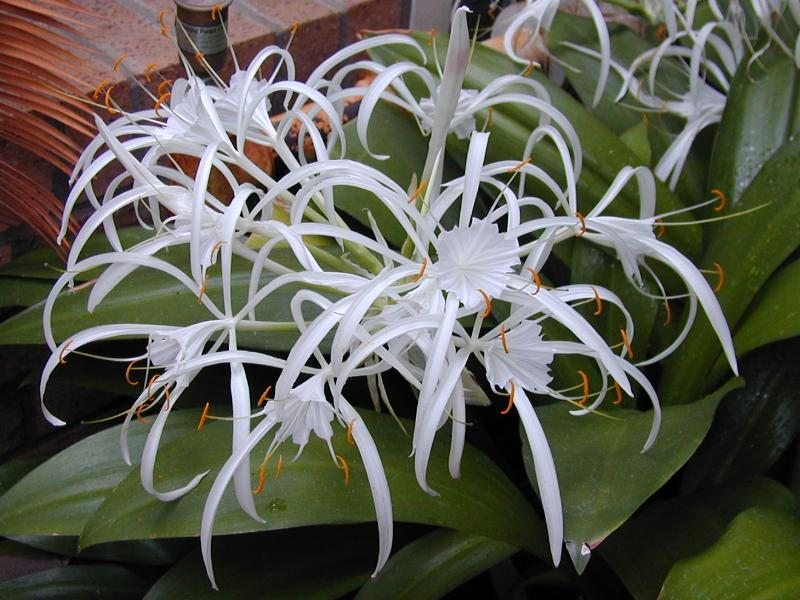
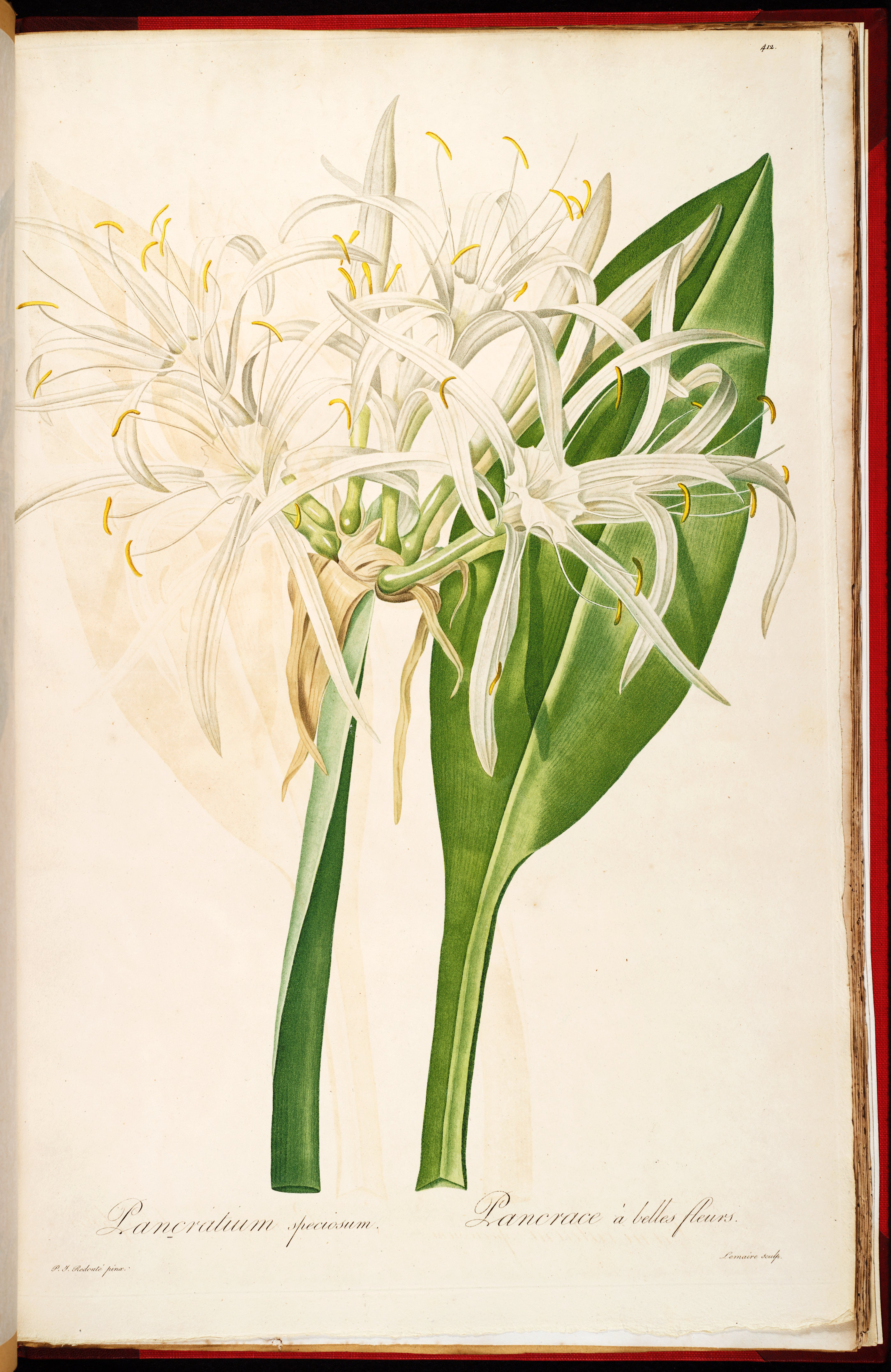